# Samurai Shodown RPG
Samurai Shodown RPG (au Japon Shinsetsu Samurai Spirits: Bushidō Retsuden) est un jeu vidéo de rôle développé et édité par SNK et Asatsu en 1997 sur Neo-Geo CD (NGH 085). Le jeu produit en collaboration avec SNK, Asatsu et Fuji Television, a été porté sur PlayStation et Saturn.